# Staldkirken
Staldkirken er den danske kirke i Vesterland på Sild. Den er indrettet i en stråtækt frisergård fra 1780, som blev købt i 1952. Mens hovedbygningen fungerer som præstegård, er lade- og staldbygningen indrettet til kirkerum. 
Staldkirken fungerer som sognekirke for den danske menighed på den nordfrisiske ø Sild, som hører under Dansk Kirke i Sydslesvig. Kirkerummet er enkelt og lyst med hvide trævægge. Kirkens orgel er bygget af Bruhn & Søn Orgelbyggeri fra Rødekro, og blev indviet i april 1993. Klokkestablen foran gården blev indviet i 1996. I år 2000 blev kirkesalen gennemgribende renoveret. Siden da kaldes bygningen for Staldkirken. I juni 2009 kom et kirkeskib til. 
Menigheden blev dannet den 14. marts 1948. De første år holdtes gudstjenesterne på de daværende danske skoler i Hørnum, Kejtum, Vesterland og List. Siden den 21. marts 1976 holdes øens danske gudstjenester overvejende i den stråtækte frisergårds staldlænge i Vesterland. Større gudstjenester holdes i Sankt Nils Kirke.

## Galleri
- Staldkirken
- Træskilt foran kirken med dansk og nordfrisisk flag